# Лорнет
Лорнет (на френски: Lorgnette) са специален вид очила с дръжка, която не се слага зад ушите, а е предназначена за държане на очилата пред очите. Техен създател е англичанинът Джордж Адамс. Употребата му е по-скоро като бижу, отколкото за корекция на зрението. При спектаклите и оперите са били често употребявани от дами. Най-популярни са през XIX век – на бал с маски или в операта.